# Türkispitpit
Der Türkispitpit (Dacnis hartlaubi) ist eine Vogelart aus der Familie der Tangaren (Thraupidae), die in Kolumbien endemisch ist. Der Bestand wird von der IUCN als gefährdet (Vulnerable) eingeschätzt. Die Art gilt als monotypisch.

## Merkmale

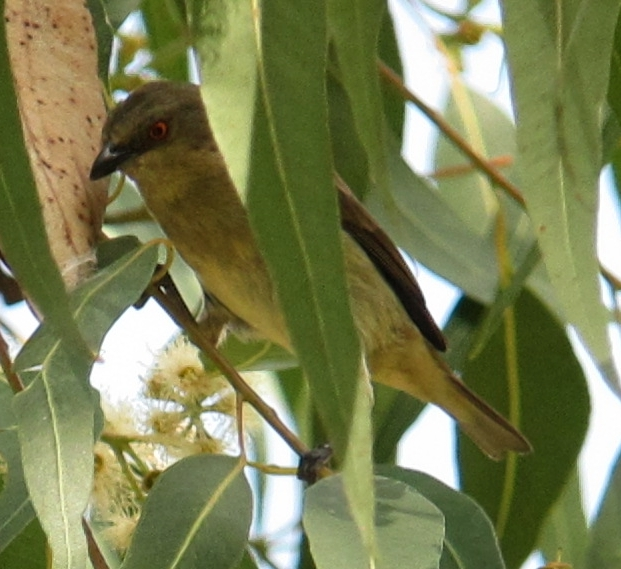
Türkispitpit ♀

Der Türkispitpit erreicht eine Körperlänge von etwa 11 bis  11,4 cm. Der schwärzliche Schnabel ist relativ dick. Die Iris wird typischerweise als leuchtend gelb bei Männchen und orangegelb beim Weibchen beschrieben, doch sind die Unterschiede so gering, dass beide Geschlechter wohl eher orangegelbe Augen haben. Die Beine und Zehen sind dunkelgrau. Das Gefieder des Männchens ist überwiegend türkisfarben und schwarz. Eine schwarze Maske zieht sich von über dem Schnabel über die Augen bis zum Nacken und schließt sich an den Bereich zwischen Nacken und Schulterfedern an. Das Türkis des Oberkopfs zieht sich bis zum Obernacken. Ein enger schwarzer Fleck ziert die Kehle. Die Flügel und der Schwanz sind ebenfalls schwarz, wobei die Schirmfedern blau gesäumt und gefleckt sind. Die Schulterfedern, die Rückenseiten, der Bürzel und die Oberschwanzdecken sind türkisfarben. Eine breite Türkiszeichnung zieht sich spitz auf die Backe zulaufend, über die Seiten des Halses und die Unterseite, einschließlich der Unterschwanzdecken. Die meisten Dacnis-Arten sind hochgradig dichromatisch, so dass man davon ausgehen kann, dass dies auch beim Türkispitpit der Fall ist. Das Weibchen ist matt und einfarbig bräunlich gefärbt. Auch wenn die Flügel einfarbig wirken, sind die Flügeldecken eng gelbbraun gesäumt. Die Unterseite ist matt grau gelbbraun, was Richtung Bauch etwas mehr ins Gelbe übergeht. Über das Jugendkleid und das Mauserkleid der Art ist praktisch nichts bekannt.

## Verhalten und Ernährung
Wenig ist über die Ernährung des Türkispitpit bekannt, doch sind Beeren, Gliederfüßer und Nektar vermutlich wichtige Ernährungskomponenten. Ein Bericht beschrieb, wie ein Männchen aktiv in den Baumkronen der Gattung Albizia gehörenden Art Albizzia carbonaria und am Waldrand aktiv nach Insekten suchte. Von einem Weibchen wurde berichtet, wie es sich in einer Gruppe von Tangaren von Früchten der Gattung Coussapoa ernährte. Ebenso wurde die Art an den Nektarquellen von Korallenbäumen und Calliandra beobachtet. Im Mageninhalt eines Männchens wurden unbekannte Früchte entdeckt. Das Verhalten bei der Futtersuche eines Männchens wurde als träge auf einem moosbewachsenen Ast und an einer Bromelie hüpfend beschrieben, was eher an Tangaren als an andere Arten der Gattung Dacnis erinnerte. Meist ist der Türkispitpit alleine unterwegs, doch bewegt er sich auch in kleineren konspezifischen oder gemischten Gruppen. So wurde er schon in Gruppen mit Eichhornkuckuck (Piaya cayana), Andenbartvogel (Eubucco bourcierii), Lanzettstrichel-Baumsteiger (Lepidocolaptes souleyetii), Strichelscheitel-Baumspäher (Xenops rutilans), Rostnackenvireo (Hylophilus semibrunneus), Goldbürzelorganist (Euphonia cyanocephala), Schwarzflügeltrupial (Icterus chrysater), Baltimoretrupial (Icterus galbula), Kletterwaldsänger (Mniotilta varia), Blauwaldsänger (Setophaga cerulea), Elfenwaldsänger (Setophaga pitiayumi), Fichtenwaldsänger (Setophaga fusca), Scharlachkardinal (Piranga olivacea), Feuerbürzeltangare (Ramphocelus flammigerus), Scharlachbauchtangare (Ramphocelus dimidiatus), Bischofstangare (Thraupis episcopus), Azurkopftangare (Tangara cyanicollis), Kappennaschvogel (Chlorophanes spiza), Guiratangare (Hemithraupis guira) und Zuckervogel (Coereba flaveola) beobachtet.

## Lautäußerungen
Der Ruf des Türkispitpits sind flache, undeutliche, hohe, eintönige tsit oder sik-Töne. Wahrscheinlich besteht sein Gesang aus einer dreistimmigen Einleitung aus einem hohen, dünnen, schnarrenden tsslit, gefolgt von einem hohen Getriller.

## Fortpflanzung
Vermutlich ist der Türkispitpit eher monogam. Im Departamento de Cundinamarca wurde ein Männchen im August in Brutstimmung beobachtet. Im März 2012 wurde in der Gegend um Apía im Departamento de Risaralda ein Nest mit zwei Nestlingen entdeckt. Keine weiteren Informationen zum Nestbau oder den Eiern sind bekannt.

## Verbreitung und Lebensraum
Der Türkispitpit bevorzugt immergrüne Bergwälder, meist am Waldrand und Sekundärwald. Dort bewegt er sich vorzugsweise in den Baumkronen. Der primäre Lebensraum umfasst feuchte Wälder mit einer Fülle von Epiphyten sowie Nebelwälder. In seinem sekundären Lebensraum ist er oft an Inga oder Cordia allidora zu beobachten. Gelegentlich trifft man ihn in zersplittertem Habitat oder an schattigen Kaffeeplantagen, insbesondere wenn der Wald nicht weit entfernt ist. Er kommt in der Westkordillere im Tal von Dagua und nahe Calarcá vor. Außerdem findet man ihn an den Westhängen der Ostkordillere im Departamento de Antioquia, im Departamento de Boyacá und im Departamento de Cundinamarca. Am häufigsten kann man ihn an der Laguna de Pedro Palo im Parque Natural Chicaque beobachten. Hier bewegt er sich in Höhenlagen von 300 bis 2845 Metern, meist aber zwischen 1300 und 2200 Metern.

## Etymologie und Forschungsgeschichte
Die Erstbeschreibung des Türkispitpits erfolgte 1855 durch Philip Lutley Sclater unter dem wissenschaftlichen Namen Dacnis hartlaubi. Als Heimat gab er Neugranada an. Das Typusexemplar kannte Sclater aus dem Museum der Naturhistorischen Gesellschaft in Bremen. 1816 führte Georges Cuvier die neue Gattung Dacnis für die Pit-Pits von Georges-Louis Leclerc de Buffon ein. Dieses Wort leitet sich vom griechischen »daknis δακνις« für einen nicht identifizierten Vogel aus Ägypten ab, den Hesychios von Alexandria und Sextus Pompeius Festus erwähnten. Der Artname ehrt Gustav Hartlaub, der im Bremer Museum tätig war.